# Everybody Loves Sausages
Everybody Loves Sausages (рус. Все любят сосиски) — студийный альбом американской сладж-метал-группы Melvins, который был издан в 2013 году на лейбле Ipecac Recordings.

## Об альбоме
Альбом составлен из каверов. Песня «Heathen Earth» на самом деле не является кавер-версией, скорее это интерпретация в духе группы Throbbing Gristle, так как у них нет песни с таким названием, есть только альбом Heathen Earth (1980). Базз Осборн заявил в интервью журналу Spin: «Это Heathen Earth в стиле того, что сделали бы Throbbing Gristle».
Три трека были ранее выпущены на сплитах. «Black Betty» — на 7"-пластинке с группой Jon Spencer Blues Explosion. «Female Trouble» и «Carpe Diem» — на 12"-пластинке с группой Redd Kross.
Девять 7"-пластинок серии «Tribute» были выпущены на Amphetamine Reptile Records в период с 2013 по 2015 год. В них было десять песен с альбома, плюс бонусные материалы.

## Список композиций
| №   | Название                          | Автор(ы)                                                        | Исполнитель оригинала | Длительность |
| --- | --------------------------------- | --------------------------------------------------------------- | --------------------- | ------------ |
| 1.  | «Warhead»                         | Anthony Bray, Джеффри Данн, Conrad Lant                         | Venom                 | 4:40         |
| 2.  | «Best Friend»                     | John Deacon                                                     | Queen                 | 2:31         |
| 3.  | «Black Betty»                     | Traditional, arranged by Huddie Ledbetter                       | Lead Belly            | 1:47         |
| 4.  | «Set It on Fire»                  | Kim Salmon                                                      | The Scientists        | 2:36         |
| 5.  | «Station to Station»              | Дэвид Боуи                                                      | Дэвид Боуи            | 11:20        |
| 6.  | «Attitude»                        | Рэй Дэвис                                                       | The Kinks             | 3:32         |
| 7.  | «Female Trouble»                  | Джон Уотерс                                                     | Дивайн                | 3:10         |
| 8.  | «Carpe Diem»                      | Tuli Kupferberg                                                 | The Fugs              | 3:05         |
| 9.  | «Timothy Leary Lives»             |                                                                 | Pop-O-Pies            | 2:03         |
| 10. | «In Every Dream Home a Heartache» | Брайан Ферри                                                    | Roxy Music            | 9:04         |
| 11. | «Romance»                         | Pat Stratford, Lyon Wong, Steve Hunt, Geoff Magner, Mike Hunter | Tales of Terror       | 2:57         |
| 12. | «Art School»                      | Пол Уэллер                                                      | The Jam               | 3:15         |
| 13. | «Heathen Earth»                   |                                                                 | Throbbing Gristle     | 4:03         |

### Tribute Series

#### Vol. 1: A Tribute to the Scientists
| №  | Название                          | Длительность |
| -- | --------------------------------- | ------------ |
| 1. | «Set It on Fire (The Scientists)» | 2:37         |
| 2. | «Swampland (The Scientists)»      | 4:20         |

#### Vol. 2: A Tribute to Venom
| №  | Название                       | Длительность |
| -- | ------------------------------ | ------------ |
| 1. | «Warhead (Venom)»              | 4:40         |
| 2. | «In League with Satan (Venom)» | 3:31         |

#### Vol. 3: A Tribute to the Kinks
| №  | Название               | Длительность |
| -- | ---------------------- | ------------ |
| 1. | «Attitude (The Kinks)» | 3:32         |
| 2. | «Victoria (The Kinks)» |              |

#### Vol. 4: A Tribute to Pop-O-Pies and Tales of Terror
| №  | Название                           | Длительность |
| -- | ---------------------------------- | ------------ |
| 1. | «Timothy Leary Lives (Pop-O-Pies)» | 2:03         |
| 2. | «Romance (Tales of Terror)»        | 2:57         |

#### Vol. 5: A Tribute to Roxy Music
| №  | Название                                       | Длительность |
| -- | ---------------------------------------------- | ------------ |
| 1. | «In Every Dream Home a Heartache (Roxy Music)» |              |

#### Vol. 6: A Tribute to David Bowie
| №  | Название                           | Длительность |
| -- | ---------------------------------- | ------------ |
| 1. | «Station to Station (David Bowie)» |              |
| 2. | «Breaking Glass (David Bowie)»     |              |

#### Vol. 7: A Tribute to Queen
| №  | Название                        | Длительность |
| -- | ------------------------------- | ------------ |
| 1. | «You're My Best Friend (Queen)» | 2:31         |
| 2. | «Now I'm Here (Queen)»          |              |

#### Vol. 8: A Tribute to The Jam
| №  | Название                 | Длительность |
| -- | ------------------------ | ------------ |
| 1. | «Art School (The Jam)»   | 3:15         |
| 2. | «Modern World (The Jam)» |              |
| 3. | «Batman (Neal Hefti)»    |              |

#### Vol. 9: A Tribute to Throbbing Gristle
| №  | Название         | Длительность |
| -- | ---------------- | ------------ |
| 1. | «Heathen Earth»  | 4:03         |
| 2. | «Subhuman»       |              |
| 3. | «Hamburger Lady» |              |

## Над альбомом работали

### Участники группы
- Базз Осборн — гитара, вокал
- Дейл Кровер — ударные
- Джаред Уоррен — басс, бэк-вокал
- Коуди Уиллис — ударные, бэк-вокал

### Приглашённые музыканты
- Тоши Касаи — клавишные (песни 2, 5)
- Калеб Бенджамин — вокал (песня 2)
- Марк Арм — вокал (песня 4)
- Джей Джи Торнуэлл — вокал (песня 5)
- Клем Бурке — ударные (песня 6)
- Тревор Данн — вокал (песня 9), басс (песни 7, 9, 11)
- Кевин Рутманис — басс (песня 10)
- Том Хейзлмайер — вокал, гитара (песня 12)
- Скотт Келли — вокал (песня 1)
- Джелло Биафра — вокал (песня 10)

### Прочие
- Тоши Касаи — звукорежиссура
- Джон Голден — мастеринг
- Маки Осборн — дизайн обложки альбома